# Dendrosmilia duvaliana
Espèce
Dendrosmilia duvaliana est une espèce éteinte de coraux de la famille des Caryophylliidae.